# Дульетка
Дулье́тка (дулье́т, от фр. douilette — «ватное одеяло») — просторная тёплая домашняя распашная одежда в России XVIII—XIX веков. Представляла собой длинный приталенный халат на вате без особой отделки, крытый обычно плотным однотонным шёлком.
В России дульетки появились в середине XVIII века и сохранились до середины XIX века. Их носило исключительно дворянство, ориентированное на европейские образцы. Шёлковая дульетка на приветливом и бездушном старике упоминается у И. С. Тургенева в повести «Несчастная». Д. Н. Свербеев в своих записках о пребывании в Париже описывает себя сидящим перед камином во французском дульете. Дульетками также называли женские утеплённые ватой капоты для прогулок.